# Clifford McLaglen
Pour les articles homonymes, voir McLaglen.
Clifford (Hendrick) « Cliff » McLaglen, né le 15 juin 1892 à Londres (quartier de Stepney) et mort le 7 septembre 1978 à Huddersfield (Yorkshire de l'Ouest), est un acteur anglais.

## Biographie
Frère de l'acteur Victor McLaglen (1886-1959) et par conséquent oncle du réalisateur Andrew V. McLaglen (1920-2014), Clifford McLaglen apparaît lui-même comme acteur de second rôle dans vingt-quatre films (majoritairement britanniques), depuis In the Blood (en) de Walter West (en) (1923, avec son frère précité dans le rôle principal) jusqu'à The Marriage of Corbal (en) de Karl Grune (1936, avec Nils Asther et Noah Beery), après quoi il se retire définitivement de l'écran.
Entretemps, mentionnons Boadicée de Sinclair Hill (1927, avec Lillian Hall-Davis), Yvette d'Alberto Cavalcanti (film français, 1927, avec Catherine Hessling et Walter Byron), Late Extra d'Albert Parker (1935, avec James Mason et Virginia Cherrill), ou encore The Mystery of the Mary Celeste de Denison Clift (1935, avec Béla Lugosi et Shirley Grey).
S'ajoutent quelques films allemands, dont Die Schmugglerbraut von Mallorca (en) d'Hans Behrendt (1929, avec Jenny Jugo et Friedrich Benfer) et Terre sans femmes de Carmine Gallone (1929, avec Conrad Veidt et Grete Berger), ainsi que le documentaire français Rien que les heures d'Alberto Cavalcanti (1926, avec Philippe Hériat et Blanche Bernis).
Au théâtre, il joue une fois à Broadway (New York) dans An Affair of State de Robert Buckner (1930, avec Leonard Carey et Florence Eldridge).
Clifford McLaglen meurt à 86 ans, en 1978.

## Filmographie partielle
- 1923 : In the Blood (en) de Walter West (en) : « The Kansas Cat »
- 1926 : Rien que les heures d'Alberto Cavalcanti (documentaire) : lui-même
- 1927 : Boadicée (Boadicea) de Sinclair Hill : Marcus
- 1927 : Yvette d'Alberto Cavalcanti : Saval
- 1928 : Le Drame du Mont Cervin (en) (Der Kampf ums Matterhorn) de Mario Bonnard et Nunzio Malasomma : Giaccomo
- 1928 : Villa Falconieri de Richard Oswald
- 1928 : Le Mari déchaîné (A Little Bit of Fluff) de Wheeler Dryden et Jess Robbins : Henry Hudson
- 1929 : Die Schmugglerbraut von Mallorca (en) d'Hans Behrendt : Andrea, le pêcheur
- 1929 : Terre sans femmes (Dans Land ohne Frauen) de Carmine Gallone : Steve Parker
- 1935 : Late Extra d'Albert Parker : Rudolf Weinhart
- 1935 : The Mystery of the Mary Celeste de Denison Clift : Capitaine Jim Morehead
- 1936 : The Marriage of Corbal (en) (ou The Prisoner of Corbal) de Karl Grune : Jean

## Théâtre à Broadway
- 1930 : An Affair of State de Robert Buckner : Eric